# Wolmirstedt
Wolmirstedt település Németországban, azon belül Szász-Anhalt tartományban. Lakosainak száma 11 782 fő (2023. december 31.). Wolmirstedt Colbitz és Zielitz községekkel határos.

## Népesség
A település népességének változása:
| Lakosok száma | 11 477 | 11 536 | 11 371 | 11 602 | 11 782 |
|               | 2013   | 2019   | 2021   | 2022   | 2023   |